# FKタウラス・タウラゲ
FKタウラス・タウラゲ（リトアニア語: Futbolo Klubas Tauras Tauragė）は、リトアニアのタウラゲをホームタウンとするサッカークラブ。

## 歴史
1922年、タウラゲ体育連合（リトアニア語: Tauragės Sporto Sąjunga）として創設された。1942年、FKタウラス・タウラゲに改称した。その後、クラブの名称は何度も変更されたが、2008年に再びFKタウラス・タウラゲに改称された。
2008年、LFF Iリーガで優勝し、1991年にAリーガが創設されて以降では初となるリトアニア最上位リーグ昇格を決めた。また、2008-09シーズンのLFFタウレー決勝に進出したが、FKスドゥバ・マリヤンポレに敗れて準優勝に終わった。
2009年、Aリーガ1年目は8チーム中5位だったが、リーグ2位で2009-10シーズンのLFFタウレーでも準優勝だったFKベトラがUEFAライセンスを拒否されたため、繰り上げでクラブ初となるUEFAヨーロッパリーグ出場権を獲得した。

## クラブ名の変遷
- 1922 – タウラス
- 1947 – ジャルギリス
- 1957 – マイスタス
- 1959 – マイスト・スポルト・クルバス (MSK)
- 1962 – タウラス
- 1990 – エレクトロナス
- 1992 – Tauras-Karšuva
- 1995 – タウラス
- 2005 – タウラスERRA
- 2008 – タウラス

## UEFA主催大会成績
| 年度    | 大会                 | ラウンド  | 対戦相手        | ホーム      | アウェー | 合計 |
| ------- | -------------------- | --------- | --------------- | ----------- | -------- | ---- |
| 2010-11 | UEFAヨーロッパリーグ | 予選1回戦 | ラネリーAFC     | 3-2（延長） | 2-2      | 5-4  |
| 2010-11 | UEFAヨーロッパリーグ | 予選2回戦 | APOELニコシア   | 0-3         | 1-3      | 1-6  |
| 2011-12 | UEFAヨーロッパリーグ | 予選2回戦 | ADOデン・ハーグ | 2-3         | 0-2      | 2-5  |

## 過去所属選手
- アルトゥーラス・リムケヴィチウス 2001
- エルネスタス・シェトクス 2009
- トマス・ラジャナウスカス 2010-2011
- 麻生弘隆 2015
- 丸山龍也 2015-2016